# Moschus fuscus
Moschus fuscus (кабарга темна) — вид парнопалих ссавців з родини Moschidae. Вид зустрічається в Бутані, Китаї, Індії, М'янмі та Непалі. Він спостерігається на висотах 2600–4200 метрів над рівнем моря. Цей вид зустрічається біля лінії дерев у рододендронових і хвойних лісах, на узліссях і скелястих хребтах. Це маловідома форма; всі життєві ознаки, ймовірно, подібні до атрибутів Moschus chrysogaster.
Мускус, вироблений цим видом примітивних оленів, високо цінується за свої косметичні та нібито фармацевтичні властивості. Хоча цей мускус, що виробляється в залозах самців, можна видобути з живих тварин, більшість «збирачів мускусу» вбивають тварин. Таке браконьєрство відносно легко здійснити і важко зупинити.Другою загрозою є надмірне вирубування лісу або випасання худоби. Вид входить до Червоного списку Китаю й номінально охороняється в М'янмі.

## Морфологічний опис
M. fuscus виглядає як маленький олень із довгими, товстими задніми лапами порівняно з передніми й без рогів. Темна кабарга має великі й добре розвинені вуха та очі. Самці та самиці мають однакові розміри, від 70 до 100 см у довжину та 10–15 кг ваги, і зазвичай мають густе коричневе волосся. Є варіації кольору та яскравості, що помітно в плямистості. Верхні ікла у самців утворюють шаблі, які можуть виходити за межі щелепи, але не у самиць. Зрілі самці мають мускусну залозу між пупком і статевими органами, а самиці мають дві молочні залози.

## Трофічні зв'язки
Moschus fuscus є травоїдною жуйною твариною, яка, як відомо, споживає трав'янисту рослинність, лишайники, а також деяке листя. Основним хижаком кабарги є Homo sapiens, який полює на цих тварин заради їх мускусних залоз. Відомо, що рись, росомаха та жовтогорла куниця полюють на молодих кабарг.